# Wolfgang Pfau

Wolfgang Pfau

Wolfgang Ernst Pfau (* 5. Juni 1959 in Freiburg) ist ein deutscher Unternehmer, Ökonom und Professor. Von 1999 bis 2022 leitete er die Abteilung für Betriebswirtschaftslehre und Unternehmensführung der Technischen Universität Clausthal.

## Leben
Pfau wurde in Freiburg im Breisgau in eine Unternehmerfamilie hineingeboren. Sein Vater war der Eigentümer von LITEF, einem Unternehmen im Bereich der Medizintechnik, in dem Pfau erste Erfahrungen in der Elektronikabteilung sammeln konnte. Ab 1978 studierte er entsprechend zunächst Elektrotechnik an der Fachhochschule Furtwangen. Bereits 1980 wechselte er für das Studium der Wirtschaftswissenschaften an die Albert-Ludwigs-Universität Freiburg. Dieses schloss er 1985  als Diplom-Volkswirt ab. Im Anschluss arbeitete Pfau zunächst für Nixdorf Computer Freiburg im Bereich Softwareadaption und -vertrieb und begann parallel eine Tätigkeit als Dozent an der Verwaltungs- und Wirtschaftsakademie Freiburg und der Berufsakademie Lörrach. Ab 1987 wechselte er als wissenschaftlicher Mitarbeiter in der Abteilung für Controlling, Organisation und Unternehmensführung, zurück an die Albert-Ludwigs-Universität Freiburg. Hier promovierte er 1989 zum Dr. rer. pol. Bis 1993 blieb er weiterhin in der Abteilung als Hochschulassistent tätig.
Bereits 1987 hatte er zusammen mit Kommilitonen die Unternehmensberatung ITM International Trade Marketing GmbH mit Sitz in Gundelfingen gegründet. 1994 trat Pfau als Gesellschafter zurück um sich auf seine Habilitation zu konzentrieren, die er 1997 an der Albert-Ludwigs-Universität Freiburg abschloss. Seit 1994 war Pfau ebenfalls Dozent an der DEKRA-Akademie Freiburg, ab 1997 Privatdozent an der Albert-Ludwigs-Universität. 1998 wurde er zunächst Lehrbeauftragter an der Wirtschafts- und Sozialwissenschaftlichen Hochschule für Berufstätige Lahr, bevor er 1999 zum ordentlichen Professor an der Technischen Universität Clausthal berufen wurde. Seit Dezember 2015 war Pfau nebenberuflicher Vizepräsident für Internationales, Weiterbildung und Digitalisierung an der TU Clausthal. In diesem Rahmen war er 2018 am Leuchtturmprojekt des Bundesministeriums für Bildung und Forschung zum Aufbau eines China-Kompetenzzentrums an der TU Clausthal beteiligt. Dieses Projekt wurde mit ca. einer halben Million Euro gefördert und diente dazu die deutsch-chinesische Zusammenarbeit und Bildung und Forschung auszubauen und zu festigen. Pfau setzte bereits früh digitale Medien in der Lehre ein. Bereits 2008 bot er einige seiner Lehrveranstaltungen wie Unternehmensführung und Management Consulting digital oder mit digitaler Ergänzung an.
Im Rahmen des Förderprogramms Schaufenster Elektromobilität setzte sich Pfau 2014 für den Standort Clausthal-Zellerfeld/Goslar ein und erreichte neben der Errichtung mehrerer Ladesäulen an Gebäuden der Universität die Übernahme mehrerer E-Ups von Volkswagen durch die TU Clausthal bis Ende 2015. Inhaltlich an dieses Projekt anschließend setzte Pfau 2018 ein Projekt zur Einführung eines E-Scooter-Verleihs in Clausthal-Zellerfeld und Goslar durch. Hierbei werden die E-Scooter parallel als Forschungsobjekte betrachtet, die themenübergreifende Forschungsmöglichkeiten bieten. Neben ingenieurswissenschaftlichen Aspekten zur Batterietechnik, können z. B. auch logistische Fragen zum Verleihsystem erforscht werden.
2020 rief Pfau im Rahmen eines durch die EU geförderten Projektes die Clausthal Executive School, eine Weiterbildungsakademie für berufsbegleitendes, ortsunabhängiges und praxisorientiertes Studieren der TU Clausthal ins Leben. Hier wird zunächst ein eigens entwickelter Masterstudiengang "Intercultural Leadership and Technology" berufsbegleitend angeboten. Zukünftig sollen einzelne Module auch als Zertifikate studierbar sein.
Zum Ende des Sommersemesters 2022 wurde Pfau durch Universitätspräsident Joachim Schachtner in den Ruhestand verabschiedet.

## Monographien
- Die Integration von Expertensystemen in den betrieblichen Problembearbeitungsprozess. Dissertation. Lang, Frankfurt am Main 1989, ISBN 3-631-42837-5.
- Betriebliches Informationsmanagement – Flexibilisierung der betrieblichen Informationsinfrastruktur. Habilitation. Gabler, Wiesbaden 1997, ISBN 3-8244-6613-9.
- mit Karsten Jänsch und Stephan Mangliers: Internationale Studie zur Strategischen Kompetenz von Unternehmen: Forschungsprojekt ISTRAKO. (= Berichte aus der Betriebswirtschaft). Shaker Verlag, Herzogenrath 2007, ISBN 978-3-8322-6803-9.
- Strategisches Management. Vahlen, München 2001, ISBN 3-8006-2762-0.
- mit Caroline Baetge, Svenja Mareike Bedenlier, Carina Kramer und Joachim Ströter (Hrsg.): Teaching Trends 2016 – Digitalisierung in der Hochschule: Mehr Vielfalt in der Lehre. Waxmann, Münster 2016, ISBN 978-3-8309-3548-3
- mit Kenan Degirmenci und Thomas M. Cerbe (Hrsg.): Electric Vehicles in Shared Fleets: Mobility Management, Business Models, and Decision Support Systems. World Scientific, Singapur 2022, ISBN 978-1-80061-141-2